# Echinoderes
Genre
Echinoderes est un genre de kinorhynches de la famille des Echinoderidae. 

## Liste des espèces
- Echinoderes abbreviatus Higgins, 1983
- Echinoderes agigens Bacescu, 1968
- Echinoderes ajax Sørensen, 2014
- Echinoderes andamanensis Higgins & Rao, 1979
- Echinoderes angustus Higgins & Kristensen, 1988
- Echinoderes applicitus Ostmann, Nordhaus & Sørensen, 2012
- Echinoderes aquilonius Higgins & Kristensen, 1988
- Echinoderes arlis Higgins, 1966
- Echinoderes asiaticus Adrianov, 1989
- Echinoderes aspinosus Sørensen, Rho, Min, Kim & Chang, 2012
- Echinoderes astridae Sørensen, 2014
- Echinoderes aureus Adrianov, Murakami & Shirayama, 2002
- Echinoderes bengalensis Timm, 1958
- Echinoderes bermudensis Higgins, 1982
- Echinoderes bispinosus Higgins, 1982
- Echinoderes bookhouti Higgins, 1964
- Echinoderes borealis Greef 1869
- Echinoderes brevicaudatus Higgins, 1977
- Echinoderes canarensis Greef 1869
- Echinoderes cantabricus Pardos, Higgins & Benito, 1998
- Echinoderes capitatus (Zelinka, 1928)
- Echinoderes caribiensis Kirsteuer, 1964
- Echinoderes cavernus Sørensen, Jørgensen & Boesgaard, 2000
- Echinoderes cernunnos Sørensen, Rho, Min, Kim & Chang, 2012
- Echinoderes citrinus Zelinka, 1928
- Echinoderes collinae Sørensen, 2006
- Echinoderes coulli Higgins, 1977
- Echinoderes druxi d'Hondt, 1973
- Echinoderes dujardini Claparède, 1863
- Echinoderes ehlersi Zelinka, 1931
- Echinoderes elongatus Nyholm, 1947
- Echinoderes eximus Higgins & Kristensen, 1988
- Echinoderes ferrugineus Zelinka, 1928
- Echinoderes filispinosus Adrianov, 1989
- Echinoderes gerardi Higgins, 1978
- Echinoderes gracilis (Zelinka 1928)
- Echinoderes greeffi (Zelinka 1928)
- Echinoderes komatsui Yamasaki & Shinta Fujimoto, 2014
- Echinoderes higginsi Huys & Coomans, 1989
- Echinoderes hispanicus Pardos, Higgins & Benito, 1998
- Echinoderes horni Higgins, 1983
- Echinoderes hwiizaa Yamasaki & Shinta Fujimoto, 2014
- Echinoderes imperforatus Higgins, 1983
- Echinoderes intermedius Sørensen, 2006
- Echinoderes isabelae Ordóñez,  Pardos & Benito, 2008
- Echinoderes koreanus Adrianov, 1999
- Echinoderes kozloffi Higgins, 1977
- Echinoderes krishnaswamyi Higgins, 1985
- Echinoderes kristenseni Higgins, 1985
- Echinoderes lanceolatus Chang & Song, 2002
- Echinoderes lanuginosa Greef 1869
- Echinoderes levanderi Karling, 1954
- Echinoderes malakhovi Adrianov, 1999
- Echinoderes marthae Sørensen, 2014
- Echinoderes masudai Abe 1930
- Echinoderes maxwelli Omer-Cooper, 1957
- Echinoderes minimus Zelinka 1928
- Echinoderes microaperturus Sørensen, Rho, Min, Kim & Chang, 2012
- Echinoderes monocercus Claparede 1863
- Echinoderes multisetosus Adrianov, 1989
- Echinoderes neospinosus Ordóñez,  Pardos & Benito, 2008
- Echinoderes newcaledonicus Higgins, 1967
- Echinoderes obtuspinosus Sørensen, Rho, Min, Kim & Chang, 2012
- Echinoderes ohtsukai Yamasaki & Kajihara 2012
- Echinoderes orientalis Adrianov, 1989
- Echinoderes pacificus Schmidt, 1974
- Echinoderes parrai Ordóñez,  Pardos & Benito, 2008
- Echinoderes pennaki Higgins, 1960
- Echinoderes peterseni Higgins & Kristensen, 1988
- Echinoderes pilosus Lang, 1949
- Echinoderes remanei (Blake, 1930)
- Echinoderes rex Lundbye, Rho & Sørensen, 2011
- Echinoderes riedli Higgins, 1966
- Echinoderes sensibilis Adrianov, Murakami & Shirayama, 2002
- Echinoderes setiger Greef, 1869
- Echinoderes sonadiae Timm 1958
- Echinoderes spinifurca Sørensen, Heiner & Ziemer, 2005
- Echinoderes steineri Chitwood, 1951
- Echinoderes stockmani Adrianov, 1999
- Echinoderes sublicarum Higgins, 1977
- Echinoderes svetlanae Adrianov, 1999
- Echinoderes tchefouensis Lou, 1934
- Echinoderes teretis Brown, 1985
- Echinoderes truncatus Higgins, 1983
- Echinoderes tubilak Higgins & Kristensen, 1988
- Echinoderes ulsanensis Adrianov, 1999
- Echinoderes wallacea Higgins, 1983
- Echinoderes worthingii Southern, 1914

## Publication originale
- Édouard Claparède, Beobachtungen über Anatomie und Entwicklungsgeschichte wirbelloser Thiere : an der Küste von Normandie angestellt (œuvre scientifique), Wilhelm Engelmann, Leipzig, 1863, [lire en ligne].